# Kaleida (Projekt)
Kaleida war ein Projekt zur Entwicklung eines Mediaplayers (den Kaleida Media Player), der über eine ScriptX genannte Skriptsprache gesteuert werden sollte. Das Ziel von Kaleida sollte es sein, den Anfang der 90er-Jahre aufstrebenden Markt an interaktiven CDs mit einem Produkt zu bedienen, das nicht nur auf allen gängigen Betriebssystemen, sondern auch in Form von Set-Top-Boxen am heimischen Fernseher lauffähig sein sollte.
Federführend bei der Entwicklung war Kaleida Labs, ein Joint-Venture von Apple und IBM (ähnlich wie das zeitgleich entwickelte Taligent). Das Unternehmen löste sich schließlich 1996 auf, nachdem das Projekt auch aufgrund der veränderten Marktbedingungen ein völliger Misserfolg war.

## Geschichte
Kaleida Labs wurde im Sommer 1992 gegründet. Es bestand hauptsächlich aus Entwicklern, die zuvor unter Apple den hauseigenen Medienspieler QuickTime entwickelt hatten. Als CEO des Unternehmens wurde der Investor Nat Goldhaber angeworben. Schon bald geriet dieser jedoch aufgrund seiner Auftritte in der Öffentlichkeit in die Kritik, in denen er völlig unrealistische Prognosen anstellte und dem Projekt eine regelrecht weltverändernde Bedeutung zuschrieb, während gleichzeitig das Unternehmen in der Entwicklung von Kaleida keinerlei Fortschritte zeigte. Apple und IBM investierten alleine im ersten Jahr bereits 20 Millionen US-Dollar in das Unternehmen und waren schließlich im Jahr 1993 nicht länger bereit, das übertriebene Gehalt des CEO oder den Überhang an Mitarbeitern zu finanzieren, entließen ihn aus dem Unternehmen und setzten stattdessen einen IBM-Manager an die Spitze.
Unter der neuen Führung wurden die geplanten Set-Top-Boxen aufgegeben und ca. 25 Prozent der Mitarbeiter entlassen. Da Kaleida nunmehr weit hinter seinem Zeitplan lag, konzentrierte man sich auf die Entwicklung des Kaleida Media Player. Dieser sollte auf allen damals gängigen Computern der Mittelklasse lauffähig sein – als Referenz dienten ein 80486 mit 25 MHz und 4 MB Arbeitsspeicher bzw. ein Motorola 68030 mit vergleichbarer Ausstattung. Da davon ausgegangen wurde, dass PCs dieser Klasse flächendeckend mit CD-ROM-Laufwerken ausgestattet waren, sollte Kaleida von OEMs bereits zusammen mit neuen PCs ausgeliefert werden.
Am 19. Dezember 1994 erschien der Kaleida Media Player mitsamt der Skriptsprache ScriptX in der Version 1.0 dann tatsächlich. Allerdings war die Leistung enttäuschend: Der Player benötigte allein für sich selbst 3 MB an Arbeitsspeicher, bevor überhaupt eine CD-ROM geladen wurde. Da das Betriebssystem (besonders System 7) bereits einen großen Teil des Arbeitsspeichers für sich beanspruchte, war der Kaleida Media Player auf den angestrebten Referenz-PCs praktisch unbenutzbar. Auch fehlte eine Version für PowerPC-Macs, die zu der Zeit zunehmend auf dem Markt erschienen, um die 68k-Macs abzulösen.
Der Tod für Kaleida kam schließlich vor allem durch die Marktentwicklung. Der Siegeszug des World Wide Web dezimierte den Markt für interaktive CDs (woran auch das Konkurrenzprodukt CD-i von Philips letztendlich scheiterte) und drängte ihn faktisch auf kleine Nischen zurück. Gleichzeitig kam das Unternehmen Netscape mit seinem 1994 erschienenen Netscape Navigator Kaleida beim Ziel einer plattformübergreifenden Entwicklungsplattform zuvor. Letztendlich schafften es die Entwickler von Kaleida nicht, den Speicherverbrauch des Produkts so weit zu reduzieren, dass er auf gängigen Computern der Zeit nutzbar war. Die Lücken, die Kaleida offenließ, schloss zunächst Macromedia mit dem Macromedia Director, sowie Flash und später Sun Microsystems mit seiner Programmiersprache Java, die in vielerlei Hinsicht ähnlich zu ScriptX ist, aber aufgrund konzeptioneller Unterschiede (ScriptX wird interpretiert, Java wird zu Bytecode kompiliert) einen deutlich geringeren Speicherverbrauch aufweist.
Im Januar 1996 wurde das Unternehmen Kaleida Labs schließlich aufgelöst. Kurz vorher erschien allerdings noch Version 1.5 von ScriptX, da IBM sich hierzu vertraglich verpflichtet hatte. Der Entwickler von ScriptX, John Wainweight, wechselte zum Unternehmen Autodesk, um dort die Skriptsprache MaxScript für das 3D-Grafikprogramm 3ds Max zu entwickeln.